# Serra da Arrábida
La Serra da Arrábida (portoghese: Serra da Arrábida) è un promontorio accidentato con forti dislivelli situato all'estremo Nord dell'estuario del Rio Sado, nella Penisola di Setúbal, in Portogallo, con il punto più alto posto a 501 metri di altitudine e peculiari caratteristiche di clima e flora. Il clima è mediterraneo temperato e la flora è ricca di specie mediterranee come leccio, sughero e quercia.
Qui vissero i poeti Agostino della Croce e Sebastião da Gama, che fecero della Serra un motivo ricorrente delle loro opere.

## Origine del toponimo Arrábida
L'origine del toponimo Arrábida è sconosciuta. C'è chi pensa che venga dal castigliano Rábida, attraverso l'arabo al-ribat, e si sostiene che «arrábita» sia una parola di origine araba che significa grosso modo «luogo di preghiera». Altra ipotesi dell'origine del toponimo è che i nomi di questi luoghi (come quelli di altri della regione come Évora, Sado e Sesimbra) traggano origine dalle popolazioni proto e preistoriche del Sud del Portogallo come i Cyneti, in relazione con la cultura megalitica.

## Parco Naturale di Arrábida
Il parco naturale di Arrábida, fondato nel 1976, con un'area di circa 10 800 ettari, tutela la vegetazione della macchia mediterranea nata dal microclima della Serra e avente somiglianze con la flora delle regioni adriatiche come la Dalmazia.
La fauna è piuttosto diversificata, sebbene abbia sofferto grandi alterazioni alla fine del XIX secolo. Fino all'inizio del 1900 era possibile osservare lupi, cinghiali e cervi. Della fauna attuale fanno parte - tra l'altro - il gatto bravo (Felis silvestris), la volpe (Vulpes vulpes), la lepre (Lepus capensis), il pipistrello, e l'aquila fasciata (Hieraetus fasciatus), il gufo reale (Bubo bubo), la pernice (Alectoriz rufus) e il balestruccio reale (Apus melba). Nel 2004, come già accaduto in passato, un incendio distrusse una parte significativa del parco, che negli anni è andato lentamente ricostituendosi.

## Spiagge
Le acque protette dalla Serra, dalle acque placide e cristalline, sono molto popolari tra gli abitanti di Setúbal e Lisbona. Portinho da Arrábida è una baia con una piccola isola, Anicha, che forma un porto naturale riparato dalla montagna ed è insieme alla Praia da Figueirinha, una delle più popolari della regione.

## Convento di Arrábida

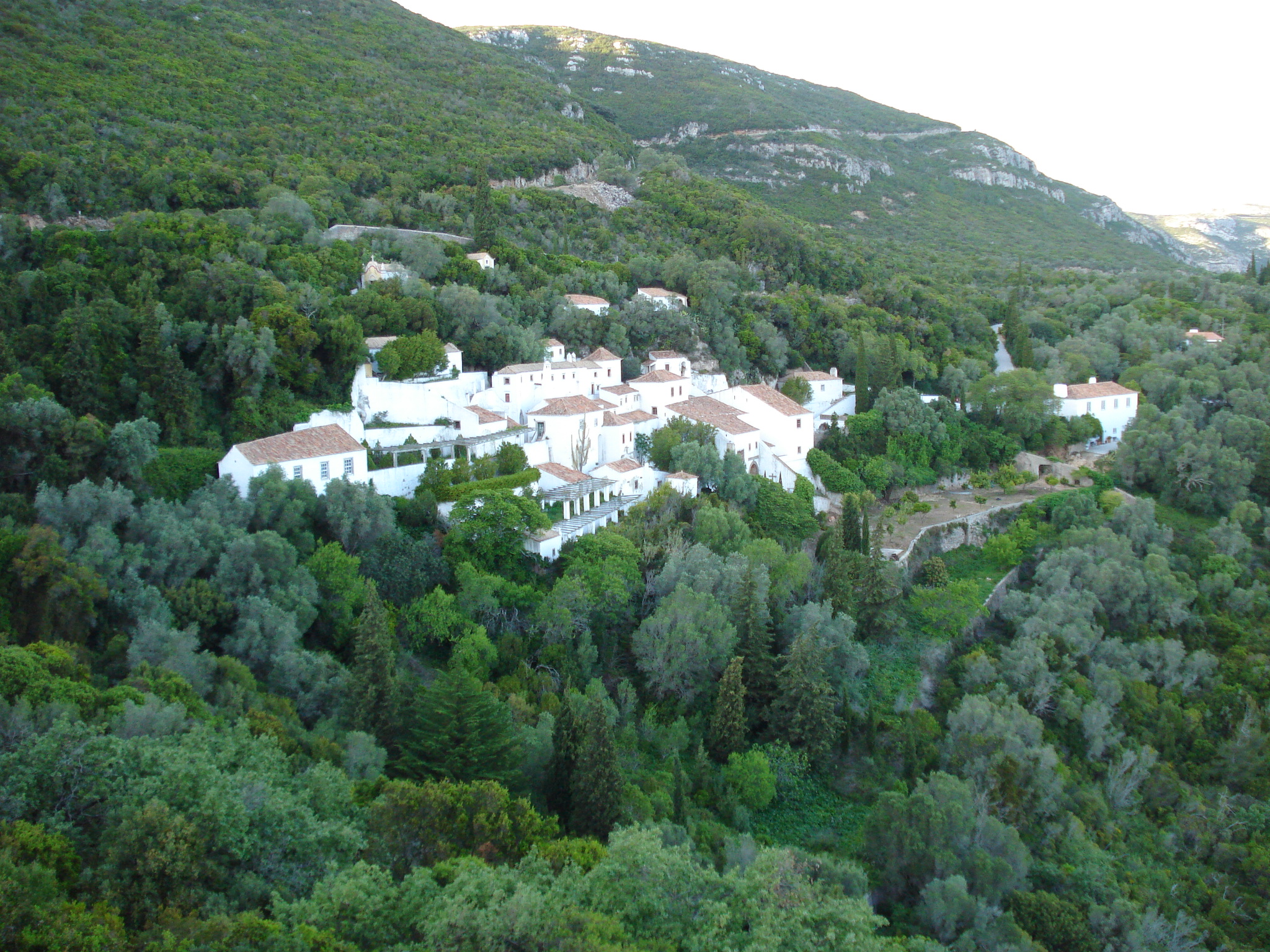
Convento di Nostra Signora di Arrábida.

Il Convento di Nostra Signora di Arrábida è nascosto dalla vegetazione nel versante Sud della Serra, di fronte al mare. Questa costruzione del XVI secolo una volta era un convento francescano. Le cinque torri rotonde sulla scogliera sono state forse utilizzate per la meditazione solitaria.
Il luogo assunse una dimensione religiosa a partire dal 1250 quando, secondo la tradizione, Hildebrando, un mercante delle isole britanniche, eresse una piccola cappella per il culto mariano, quale grazie per il miracolo che ricevette salvandosi da un naufragio.
Nella prima metà del XVI secolo, tra il 1539 e il 1542, Giovanni di Lencastre, primo Duca di Aveiro, fece erigere un primitivo convento, donato al francescano spagnolo Frà Martino de Santa Maria, che voleva vivervi come eremita. Per questo convento passò San Pedro de Alcântara e lì vi si raccolse per vent'anni il poeta Agostino della Croce.
I lavori di ampliamento continuarono per tutta la seconda metà del XVI secolo e la prima metà del XVII grazie alla devozioni del secondo e del terzo duca di Aveiro, ai quali si devono la locanda e le stazioni della Via Crucis, e dalla nuora del terzo duca, responsabile delle cappelle di San Paolo e di San Giovanni del Deserto. A metà del XVII secolo, il quarto duca di Aveiro promosse la cappella del Buon Gesù.
Nel XIX secolo, con l'estinzione degli ordini religiosi maschili in Portogallo, il convento fu abbandonato dai frati francescani (1834) e fu acquisito dai Duchi di Palmela (1863). Alla fine del XX secolo le costruzioni furono acquistate dalla Fundação Oriente (1990), che le ha riqualificate come spazio culturale.
Il regista portoghese Manoel de Oliveira vi ha ambientato il film I misteri del convento, dove appaiono opere d'arte delle varie culture che nel tempo si sono succedute nel convento di Arrábida, nonché le sale della Biblioteca e i luoghi intorno lambiti dal mare le cui vestigia più antiche dell'occupazione umana risalgono a un periodo databile tra i 100.000 e i 70.000 anni fa, al Paleozoico medio.

## Forte di Santa Maria da Arrábida
Il Forte di Santa Maria da Arrábida è una piccola fortificazione marittima iniziata tra il 1670 sotto il regno di D. Pedro II con la funzione di difesa dei citati Portinho e Convento di Arrábida, destinazione dei pellegrini. Ricostruito alla fine del XVIII secolo (1798), restò in funzione fino al regno di D. Luís.
A partire dal 1932 fu adattato alle funzioni di ostello dai genitori del poeta Sebastião da Gama, il quale scrisse svariati poemi sull'Arrábida. La funzione di pousada si conservò fino al 1976. A partire dal 1978 integra il Parco Naturale di Arrábida come Museo Oceanografico (1991), con un centro di biologia marina, una piccola rivendita di oggetti relazionati all'attività dell'area protetta e una caffetteria.